# Ilse Tielsch
Ilse Tielsch (rodným jménem Ilse Felzmann, 20. března 1929 Hustopeče – 21. února 2023) byla rakouská spisovatelka.

## Život
Narodila se v Hustopečích. Studovala na gymnáziu v Mikulově a ve Znojmě. V dubnu 1945 uprchla před blížící se frontou do Rakouska a našla útočiště na farmě v hornorakouské obci Schlierbach, kde pracovala jako zemědělská dělnice. Od září pokračovala ve studiu v Linci. Na podzim 1946 přesídlila do Vídně, kde v roce 1948 složila maturitu. V roce 1949 pak získala rakouské státní občanství. V roce 1950 se vdala za Rudolfa Tielsche. Vystudovala germanistiku a žurnalistiku na Vídeňské univerzitě. Studium zakončila v roce 1953 titulem doktor filosofie. Od roku 1964 působila jako spisovatelka a básnířka na volné noze.
V období 1990–1999 byla místopředsedkyní rakouského PEN-klubu.

## Dílo
Z počátku publikovala pod jménem Ilse Tielsch-Felzmann. V jejích dílech se často objevuje motiv vykořenění a vyhnání.

### Poezie
- 1964 In meinem Orangengarten.
- 1967 Herbst mein Segel. mit Farbholzschnitten von Oskar Matulla, Tusch-Druck, Wien 1967.
- 1970 Anrufung des Mondes.
- 1975 Regenzeit.
- 1981 Nicht beweisbar.
- 1986 Zwischenbericht.
- 1998 Lob der Fremdheit.
- 2004 Ausgewählte Gedichte.
- 2010 Dorn im Fleisch. Ausgewählte Gedichte – Cierń w ciele. Herausgegeben und mit einem Nachwort von Krzysztof Huszcza, mit einem Essay über Ilse Tielsch's Poesie von Barbara Neuwirth
- 2011 Manchmal ein Traum, der nach Salz schmeckt. Gesammelte Gedichte. Herausgegeben von Helmuth A. Niederle. edition pen Bd. 1 im Löcker Verlag, Wien. ISBN 978-3-85409-630-6.

### Próza
- 1969 Südmährische Sagen
- 1974 Begegnungen in einer steirischen Jausenstation, povídky
- 1977 Ein Elefant in unserer Straße, povídky
- 1979 Erinnerung mit Bäumen, povídka
- 1980 Die Ahnenpyramide (Pyramida předků) – první díl románové trilogie o moravské rodině německého původu
- 1982 Heimatsuchen – druhý díl románové trilogie
- 1984 Fremder Strand, povídka
- 1987 Der Solitär, povídka
- 1988 Die Früchte der Tränen – třetí díl románové trilogie
- 1991 Die Zerstörung der Bilder (Rozbité obrazy) – poznámky z cest po Moravě
- 1999 Eine Winterreise, próza
- 2000 Der August gibt dem Bauern Lust, příběhy
- 2006 Das letzte Jahr, román
- 2009 Unterwegs. Reisenotizen und andere Aufschreibungen

### Eseje
- 1991 Aus meinem Ägyptischen Tagebuch
- 1993 Schriftstellerin? Um Gottes Willen! Vom Schreiben und vom Vorlesen

### Rozhlasové hry
- 1970 Der Zug hält nicht in Bevignon, rozhlasová hra
- 1971 Ein Licht im Nebel
- 1971 Begräbnis eines alten Mannes
- 1996 Gespräch mit dem Lehrer Leopold H.

### Česky vyšlo
- Rozbité obrazy: nesentimentální cesta po Moravě a Čechách, přel. Ludvík Kavín, Brno : Kavínovo vydavatelství, 1994, ISBN 80-901638-1-5
- Poslední rok – 1938, Brno: Books & Pipes, 2019, ISBN 978-80-7485-190-2
- Vzpomínka na dědečka a jiné povídky z jižní Moravy, Brno: Books & Pipes, 2020, ISBN 978-80-7485-223-7

## Ocenění díla
- 1964 Förderungspreis der Theodor-Körner-Stiftung
- 1971 Boga-Tinti-Lyrikpreis des Presseclubs Concordia
- 1971 Čestná cena spolkové země Dolní Rakousy za literaturu
- 1975 Erzählerpreis des Autorenkolloquiums u. Preis d. Schülerjury Neheim-Hüsten
- 1972 Čestná cena Ceny Andrease Gryphia
- 1981 Jihomoravská kulturní cena
- 1983 Kulturní cena sudetských Němců (Sudetendeutscher Kulturpreis)
- 1987 Preis der Harzburger Literaturtage
- 1989 Cena Andrease Gryphia
- 1989 Cena Antona Wildganse
- 1989 Österreichisches Ehrenkreuz für Wissenschaft und Kunst
- 1995 Cena Wolfganga Amadea Mozarta Goethovy nadace v Basileji (Wolfgang Amadeus Mozart-Preis der Goethe-Stiftung Basel)
- 1998 Schönhengster Kulturpreis
- 1998 Eichendorff-Literaturpreis
- 2000 Zlatá medaile za zásluhy města Vídně
- několik prémií rakouského Ministerstva školství a umění